# Wenecja Trydencka
Wenecja Trydencka (wł. Venezia Tridentina) była regionem administracyjnym Królestwa Włoch, który jest teraz zastąpiony przez obecny region Włoch o nazwie Trydent-Górna Adyga.
Nazwą „Wenecja Trydencka” określano terytoria Tyrolu Przedalpejskiego (Górna Adyga i Trydent), które zostały przyłączone do Królestwa Włoch na mocy traktatu w Saint-Germain-en-Laye w 1919 r.

## Podział administracyjny
Region Wenecja Trydencka był podzielony na 2 prowincje, jako jednostki administracyjne niższego szczebla:
- prowincję Bolzano
- prowincję Trydent

## Historia

### Gubernatorstwo wojskowe
Pod koniec I wojny światowej teren dzisiejszego Trydentu-Górnej Adygi został przydzielony Królestwu Włoch. Po rozpoczęciu okresu rozejmu generał Guglielmo Pecori Giraldi, dowódca 1. Armii, został 3 listopada 1918 r. mianowany gubernatorem Trydentu. Określenie obszaru kompetencji: „gubernator Trydentu z siedzibą w Trydencie, dla Trydentu, Ampezzano i Górnej Adygi aż do linii zawieszenia broni”, następuje 19 listopada następnego roku. Gubernator Trydentu pełni zarówno funkcje wojskowe, jak i cywilne. Tymczasowo i do czasu wprowadzenia ustawodawstwa włoskiego austriackie struktury polityczno-administracyjne pozostały na tym terytorium, ale bez organów rządowych. Aby przekomponować tkankę systemu prowincji, powołano komisarza do spraw autonomicznych, którego powierzono Enrico Conci, powołano komisarzy cywilnych w miejsce kapitanów okręgów, w miarę możliwości ponownie zatwierdzono administrację miejską i wydziały ustanowione na mocy statutów miast z Trydentu, Rovereto i Bolzano.

### Gubernatorstwo cywilne
W lipcu 1919 r. stanowisko gubernatora wojskowego zostało zastąpione okresem gubernatora cywilnego. Dekretem legislacyjnym porucznika n. 1081 z dnia 4 lipca 1919 r. przy Prezydium Rady Ministrów utworzono „Centralny Urząd ds. nowych prowincji Królestwa”, odpowiedzialny za administrowanie „terytoriami za dawną granicą”. Nowym biurem kieruje senator Francesco Salata. Wielce Szanowny Luigi Credaro zostaje mianowany generalnym komisarzem ds. cywilnych Wenecji Trydenckiej, powierzono mu tymczasowo nadzór i zarządzanie służbami cywilnymi, rządowymi i lokalnymi.

### Aneksja
Po zatwierdzeniu dekretu królewskiego n. 1804 z 6 października 1919 r. (przekształconego w prawo n. 1322 z 26 września 1920 r.) oraz traktatu w Saint-Germain-en-Laye z dnia 10 września 1919 r. usankcjonowano aneksję Wenecji Trydenckiej, a następnie opublikowano statut konstytucyjny królestwa na terenach zaanektowanych.
W wyniku dekretu królewskiego z mocą ustawy n. 1269 z dnia 31 sierpnia 1921 r. generalny komisarz cywilny Wenecji Trydenckiej, a także powołana w listopadzie nadzwyczajna rada prowincjalna, na której czele stał senator Enrico Conci, w dalszym ciągu pełnią funkcje, które zgodnie z ustawodawstwem austriackim powierzone zostały odpowiednio porucznikom oraz sejmom i radom prowincjonalnym.

### Centralizacja
Władze centralne początkowo pozytywnie oceniły szczególną sytuację nowych prowincji, wypowiadając się przychylnie na rzecz zachowania nadanej wówczas przez rząd austriacki autonomii i decentralizacji administracyjnej władz lokalnych. Utworzono także regionalną komisję konsultacyjną dla Wenecji Trydenckiej, której zadaniem jest proponowanie środków uznanych za niezbędne dla ostatecznej struktury każdego działu administracji, a w szczególności w sprawie granic i metod autonomii regionalnej, prowincjonalnej i miejskiej, w tym wykonywania przyznanych uprawnień ustawodawczych w dietach prowincjonalnych.
Jednakże zwrot nacjonalistyczny, który rozpoczął się w październiku 1922 r., doprowadzi do szeregu posunięć, które uczynią Wenecję Trydencką prowincją pozbawioną już autonomii i decentralizacji.
5 października 1922 r. faszyści zajęli siedzibę rady prowincji, zmuszając Luigiego Credaro, generalnego komisarza cywilnego, do opuszczenia Trydentu. Następnie zniesiony zostaje komisarz generalny ds. cywilnych, a sprawowanie władzy politycznej zostaje powierzone prefektom Królestwa.
Zlikwidowano także Centralny Urząd ds. nowych województw. Po krótkim okresie regencji generalnego komisariatu cywilnego Trydentu, 3 listopada 1922 r. Giuseppe Guadagnini został mianowany pierwszym prefektem Wenecji Trydenckiej.
Dekretem królewskim n. 9 z dnia 11 stycznia 1923 r. na nową prowincję zostaje rozszerzone prawo miejskie i prowincjonalne z 1915 r.

### Utworzenie prowincji Trydent
Prowincja Trydent ze stolicą w Trydencie została utworzona dekretem królewskim nr 93 z 21 stycznia 1923 r. Gminy Ampezzano są połączone w prowincję Belluno.
Tym samym Wenecja Trydencka przestaje być jednostką terytorialną. W 1927 r. utworzono także prowincję Bolzano, odłączając ją od prowincji Trydent.
Nazwa Wenecja Trydencka została utrzymana w spisach powszechnych z 1931 i 1936 roku jako przedział statystyczny. 26 lutego 1948 r. została ogłoszona ustawa konstytucyjna nr. 5 z dnia 26 lutego 1948 r. ustanawiająca region autonomiczny Trydent-Górna Adyga składający się z dwóch prowincji: Trydent i Bolzano.